# Деспич-Симонович, Ива
Ива Деспич-Симонович (серб. Ивана "Ива" Деспић), урождённая Симонович (серб. Симоновић, 15 августа 1891 — 12 июля 1961) — югославский скульптор. Деспич-Симонович родилась в Хорватии, получила образование в Загребе, Париже и Мюнхене. С 1920 года до своей смерти она жила в основном в Сараево, но также работала придворным скульптором в Белграде. Она была первым скульптором в современной Боснии и Герцеговине и единственным в межвоенный период, но ушла в безвестность после Второй мировой войны.

## Семья и образование
Ива Симонович родилась в Храстовице недалеко от Петрини в Хорватии-Славонии, Австро-Венгрия, 15 августа 1891 года. Семья Симоновичей была богатой. Её отец, генерал австро-венгерской армии, признал её талант и дал ей художественное образование. Её обучали скульпторы Роберт Франгеш-Миханович и Рудольф Вальдек. Её первая выставка, часть персональной выставки её сверстника Любо Бабич, состоялась, когда она была ещё студенткой. Бабич увлёкся ею романтически и написал её портрет. Ива Симонович продолжила своё образование в Париже и Мюнхене, обучаясь на художника по плакетам и медальонам, а в 1914 году провела выставку в Париже.
Ива Деспич-Симонович была замужем дважды. Её первый брак с Александром Заревским был аннулирован. Она встретила Александра «Ако» Деспича в Загребе ближе к концу Первой мировой войны, за которой последовало создание Югославии. Пара поженилась в 1920 году, и Деспич-Симонович переехала в родной город своего мужа Сараево. У них родились дочь Госпава «Чика» и сын Бато. Её новые родственники, семья Деспич, были известными и богатыми торговцами, и она чувствовала себя угнетённой их патриархальным отношением. Это отражено в бюсте-автопортрете под названием «Ограниченный», который сейчас находится в Национальной галерее Боснии и Герцеговины. Деспич-Симонович мечтала о собственном пространстве. К 1931 году спрос на её произведения искусства вырос настолько, что она могла позволить себе построить для себя летний дом в Васин-Хане недалеко от Сараево. Слишком рано въехав в ещё сырое здание, она подхватила хроническую болезнь, которая мучила её долгие годы.

## Карьера
У Деспич-Симонович было две персональные выставки в Лондоне и Белграде в 1927 году, которые получили положительную оценку критиков. Принимала участие в коллективных выставках в Лондоне, Белграде, Барселоне, Загребе, Любляне, Праге, Брно и Братиславе. Её международный успех принёс ей известность и в Югославии, где с ней связался король Александр. У неё было личное ателье при королевском дворе в Белграде, где она создавала скульптуры высокопоставленных лиц. Деспич-Симонович вспоминала, что её мастерство стало притчей во языцех при дворе, когда кронпринц Пётр, тогда ещё совсем малыш, вошёл в её ателье и узнал в бюсте, над которым она работала, портрет генерала Стевана Хаджича. Её сделали придворным скульптором, а также инструктором по скульптуре королевы Марии, с которой она особенно сблизилась.
Во время своего пребывания в Белграде Деспич-Симонович изображала короля, королеву, генералов и других высокопоставленных лиц, включая короля Румынии Фердинанда и князя Болгарии Кирилла. Другие известные работы включают скульптуры «Дети в снегу» (1923), «Хорошие друзья» (1923) и «Бато играет» (1925), а также мемориальную доску «Утешение» (1927). В начале своей карьеры Деспич-Симонович находилась под влиянием идеалов раннего Возрождения, но позже приняла импрессионистский подход.
Ива Деспич-Симонович была первым скульптором в современной Боснии и Герцеговине и оставалась единственной в межвоенный период. Боснийские женщины в то время были в основном неграмотными и не принимали участия в общественной жизни, но карьера Деспич-Симонович процветала, и она была хорошо известна в обществе. В интервью 1937 года она пожаловалась на обращение с художницами, сказав: «У меня сложилось впечатление, что художники-мужчины не ценят художественную работу женщин. Им это легко… Когда ребёнок художника-мужчины болен, он продолжает делать свою работу. Когда моя дочь заболела тифом, мне было не до лепки». Деспич-Симонович была вдохновлена материнством и часто изображала своих детей. Особенно ей хотелось сделать памятник матерям, подобный Могиле Неизвестного солдата, которая получила широкое распространение по всему миру. Её идею не поддержали, и она утверждала, что она была скопирована и позже реализована в США.

## Дальнейшая жизнь
Во время Второй мировой войны Деспич-Симонович жила в своём поместье недалеко от Сараево. Дефицит военного времени вынудил её купить корову, чтобы прокормить семью. По словам её дочери, семье пришлось прятать корову от солдат в своей мастерской, а расстроенное животное повредило ряд скульптур.
После войны к власти пришла Коммунистическая партия, и монархия была упразднена. Как сторонница изгнанной королевской семьи, Деспич-Симонович была арестована в июне 1945 года и некоторое время провела в заключении в Сараево. Сохранился сделанный ею в то время портрет другого заключённого, актёра Анте Франковича «Далмата». Вскоре её освободили, но её жизнь изменилась. Её избегали, и она находила немного возможности для работы, всё больше времени уделяя рисованию и черчению, а не лепке. Её самые известные работы после Второй мировой войны — бюсты поэтов Алексы Шантич, Светозара Чоровича и Османа Джикича, заказанные властями Мостара.
Деспич-Симонович умерла 12 июля 1961 года в своём ателье в Васин-Хане. Планы защитить её дом и превратить его в колонию художников всплыли через несколько лет после её смерти, но так и не были реализованы. Дом был отреставрирован в 2005 году новым владельцем, и тогда же за потайными дверями подвала было найдено несколько ранее неизвестных гипсовых бюстов.

## Сноски
1. ↑  Иногда называют дату 18 апреля 1890 года, однако эта дата не является верной.[1]